# Forn de calç del Pere Olivella Saumell I
El Forn de calç del Pere Olivella Saumell I és un forn de calç del municipi d'Ogassa (Ripollès) que forma part de l'Inventari del Patrimoni Arquitectònic de Catalunya.

## Descripció
És un forn de tipus permanent, situat a tocar del Fondo dels Llevençons, i del camí rural asfaltat que porta a les urbanitzacions Pla del Pèlag i Can Olivella. Està fet directament a la roca i amb marges laterals reforçats (marges de pedra seca del costat esquerre). Hi ha una pedrera situada per sobre del forn.